# Aby Warburg
Abraham Moritz Warburg, detto Aby (Amburgo, 13 giugno 1866 – Amburgo, 26 ottobre 1929), è stato uno storico dell'arte e critico d'arte tedesco.
Si definì «amburghese di cuore, ebreo di sangue, d'anima fiorentino».

## Biografia

### Formazione
Nato da una facoltosa famiglia di banchieri, la sua formazione avvenne prima a Bonn, con Karl Lamprecht e Carl Justi, poi a Monaco e Strasburgo con Hubert Janitschek. Dal 1889 soggiornò a più riprese a Firenze. Conseguì il dottorato nel 1893, con una dissertazione sulla rappresentazione di soggetti mitologici antichi nei dipinti di Sandro Botticelli, dal titolo Sandro Botticellis 'Geburt der Venus' und 'Frühling'. Eine Untersuchung über die Vorstellungen von der Antike in der Italienischen Frührenaissance.
Dopo il dottorato, frequentò per due semestri lezioni di psicologia presso la facoltà di medicina dell'Università di Berlino. Nell'inverno 1895-96 compì un viaggio in America dove visitò la Smithsonian Institution, entrando in contatto con studiosi delle culture primitive; poté così soggiornare presso gli indiani Pueblo nel Nuovo Messico e in Arizona. Nel 1897 sposò l'artista Mary Hertz e si stabilì a Firenze.
Durante i suoi studi ebbe come maestri anche il filologo Hermann Usener e gli esponenti del metodo storico-critico religioso. In un'ottica comparativista, era convinto che la conoscenza delle civiltà del Nord America o dell'Africa sarebbe stata la chiave d'accesso ai primordi della civiltà europea.

### Attività critica
Tornato definitivamente ad Amburgo nel 1902, pubblicò Bildniskunst und Florentinisches Bürgertum, tradotto in italiano col titolo Arte del ritratto e borghesia fiorentina, in La rinascita del paganesimo antico, Firenze 1966. In esso Warburg parla della ritrattistica medicea nell'affresco di Domenico Ghirlandaio della cappella Sassetti nella chiesa fiorentina di Santa Trinita.

#### Pathosformel
In una conferenza del 1905, Dürer und die italienische Antike (Leipzig 1906), Warburg espone il paradigma delle Pathosformel, il principio della presenza nell'arte europea del gesto espressivo tratto dall'antichità pagana e quello di inversione: il gesto troppo espressivo non può ricomparire che tramutato nel proprio opposto.
Del 1907 è Francesco Sassettis letztwillige Verfügung, Leipzig, un'analisi delle formule antichizzanti presenti nel testamento di Francesco Sassetti.
Per il X Congresso Internazionale di Storia dell'Arte del 1912 a Roma, presentò Italienische Kunst und internationale Astrologie im Palazzo Schifanoja zu Ferrara (Roma 1922), con cui inaugurò la moderna iconologia.

#### Internamento nel sanatorio di Kreuzlingen
Dal 1918 al 1924 soggiornò ripetutamente nel sanatorio di Kreuzlingen a causa di una grave malattia mentale. Nel 1923, al termine di uno di questi soggiorni, per dimostrare la propria guarigione, rivolse un «discorso d'addio» a pazienti e medici del sanatorio: una conferenza sul rituale del serpente, partendo dalla sua esperienza presso gli indiani Pueblo del Nuovo Messico. La prolusione fu pubblicata per la prima volta nell'articolo A Lecture on Serpent-Ritual in «Journal of Warburg Institute», II, 1939.
Al suo ritorno ad Amburgo tenne una serie di conferenze sulla rilevanza dell'antichità per il primo Rinascimento italiano, sulle feste medicee, sullo storico Jacob Burckhardt e su problemi metodologici della storiografia.

#### Bilderatlas Mnemosyne
Nel 1929 tenne alla Bibliotheca Hertziana di Roma la conferenza su Mnemosyne, esponendo il progetto di un atlante illustrato, Bilderatlas Mnemosyne, dedicato alle emigrazioni e sopravvivenze delle antiche immagini di divinità nella cultura europea moderna, che non fece in tempo a pubblicare, ma che grazie alla documentazione dei pannelli illustrati che lo costituiscono, è stato possibile ricostruire (da ultimo in una mostra del 2020 a Berlino per l'inaugurazione dell'Humboldt Forum). Tornato ad Amburgo, morì per un improvviso attacco cardiaco. Sulla lapide della tomba sua e della moglie nel cimitero amburghese, si legge in alto "MNEMOSYNE". Tra i necrologi, famoso resta quello di Mario Praz, che lo aveva conosciuto in Italia (vedi Bibliografia).

### Kulturwissenschaftliche Bibliothek Warburg
In questi anni, grazie a un accordo col fratello minore cui lasciò il diritto di primogenitura sulla gestione della banca di famiglia, Warburg raccolse una biblioteca che contava alla sua morte 65.000 volumi e 80.000 fotografie.
La notte del 13 dicembre 1933 l'allievo Fritz Saxl, ritenendo che con l'ascesa del nazismo sarebbe andata perduta, trasportò la biblioteca via nave a Londra, dove divenne il primo nucleo bibliotecario del Warburg Institute.

### Edizioni dei suoi scritti
Gli scritti di Warburg sono stati raccolti nei due volumi Gesammelte Schriften (consultabili su Gallica, ) , Leipzig-Berlino 1932, e parzialmente tradotti in italiano nella raccolta La rinascita del paganesimo antico (recentemente riediti con ISBN 88-8419-158-0)

## Opere
- La rinascita del paganesimo antico. Contributi alla storia della cultura (Gesammelte Schriften, 1932), traduzione di Emma Cantimori, Introduzione e cura di Gertrud Bing, Collana "Il pensiero storico", Firenze, La Nuova Italia, 1966.
- Il rituale del serpente. Una relazione di viaggio, con una Postfazione di Ulrich Raulff, Collana "i peradam" n. 5, Milano, Adelphi, 1998, ISBN 978-88-459-1385-3. [conferenza tenuta nel 1929]
- Mnemosyne. L'Atlante delle immagini, Aragno, Torino, 2002.
- Botticelli (La 'Nascita di Venere' e la 'Primavera' di Sandro Botticelli. Ricerche sull'immagine dell'antichità nel primo Rinascimento italiano, 1893), trad. Emma Cantimori, con uno scritto di Pierluigi De Vecchi, Abscondita, Milano 2003, ISBN 978-88-841-6577-0.
- A. Warburg-Ernst Cassirer, Il mondo di ieri. Lettere, a cura di Maurizio Ghelardi, Aragno, Torino, 2003, ISBN 978-88-841-9144-1.
- Opere I. La rinascita del paganesimo antico e altri scritti (1889-1914), Aragno, Torino, 2004, ISBN 978-88-841-9158-8.
- A. Warburg-Gertrud Bing, Diario romano (1928-1929), Aragno, Torino, 2005.
- Ludwig Binswanger-A. Warburg, La guarigione infinita. Storia clinica di Aby Warburg, trad. Chantal Marazia e Davide Stimilli, Vicenza, Neri Pozza, 2005, ISBN 978-88-5450-040-2.
- Arte e Astrologia nel Palazzo Schifanoia di Ferrara, Abscondita, Milano, 2006
- Gli Hopi. La sopravvivenza dell'umanità primitiva nella cultura degli Indiani dell'America del Nord, Aragno, Torino, 2006.
- Opere II. La rinascita del paganesimo antico e altri scritti (1917-1929), Aragno, Torino, 2007.
- Per monstra ad sphaeram, a cura di Davide Stimilli e Claudia Wedepohl, Abscondita, Milano 2009 ISBN 978-88-8416-209-0.
- Frammenti sull'espressione, a cura di Susanne Müller, trad. Maurizio Ghelardi e Giovanna Targia, Edizioni della Normale, Pisa, 2011.
- Immagini permanenti. Saggi su arte e divinazione, a cura di Stefano Calabrese e Sara Uboldi, Archetipolibri, Bologna 2011 ISBN 978-88-6633-022-6.
- Il primo Rinascimento italiano. Sette conferenze inedite, a cura di Giovanna Targia, Aragno, Torino 2013.
- Arte del ritratto e borghesia fiorentina, seguito da Le ultime volontà di Francesco Sassetti, Milano, Abscondita, 2015, ISBN 978-88-8416-411-7.
- Astrologica. Saggi e appunti 1908-1929, a cura di Maurizio Ghelardi, Collezione I Millenni, Torino, Einaudi, 2019, ISBN 978-88-06-24201-5.
- Fra antropologia e storia dell'arte. Saggi, conferenze, frammenti, a cura di Maurizio Ghelardi, Collezione I Millenni, Torino, Einaudi, 2021, ISBN 978-88-06-24729-4.